# Giovanni Michelotti
Giovanni Michelotti (n. 6 octombrie 1921, Torino, Italia – d. 23 ianuarie 1980, Torino, Italia) a fost unul dintre cei mai prolifici designeri de mașini sport din secolul al XX-lea. A contribuit în mod notabil la proiectele mărcilor Ferrari, Lancia, Maserati și Triumph. De asemenea, a fost asociat cu proiectele de camioane pentru Leyland Motors și cu proiectele pentru British Leyland (inclusiv autobuzul Leyland National) după fuziunea dintre Leyland și BMC. 

## Biografie
Născut în Torino, Italia, Michelotti a lucrat pentru diverși caroserieri, inclusiv Stabilimenti Farina, Vignale, Ghia-Aigle, Scioneri, Monterosa, Viotti și Allemano, înainte de a deschide propriul său studio de design în 1959.
Spre sfârșitul vieții, când a fost întrebat dacă a proiectat vreodată altceva în afară de automobile, Michelotti a recunoscut că aproape toată activitatea sa de design s-a concentrat pe automobile, deși a admis că a proiectat și o mașină de făcut cafea la puțin timp după Al Doilea Război Mondial.

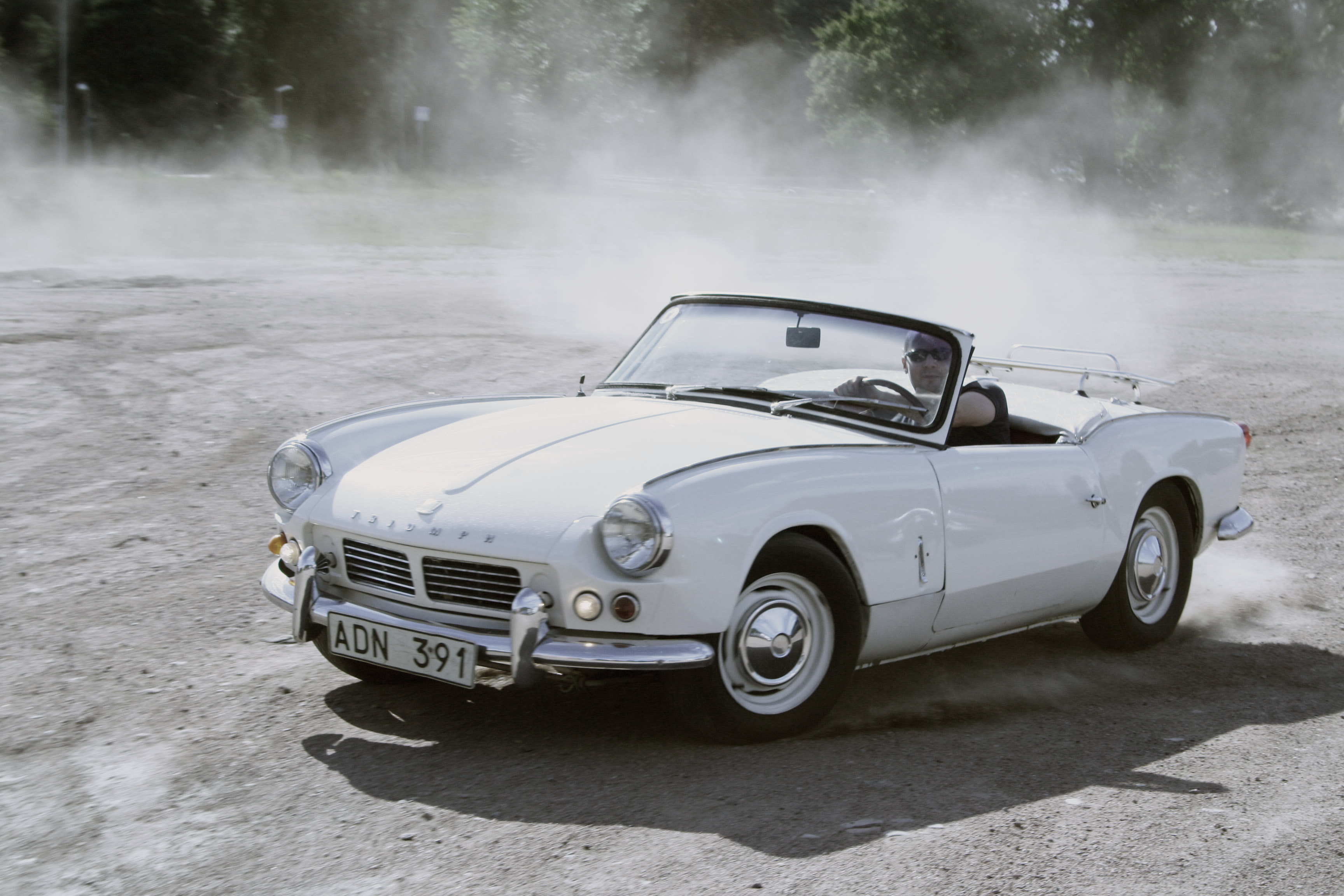
Triumph Spitfire 4 Mark 2

A murit la 58 de ani din cauza unui cancer pe 23 ianuarie 1980. Reliant Scimitar SS1, considerat ultimul său design, a fost lansat patru ani mai târziu.

## Ferrari

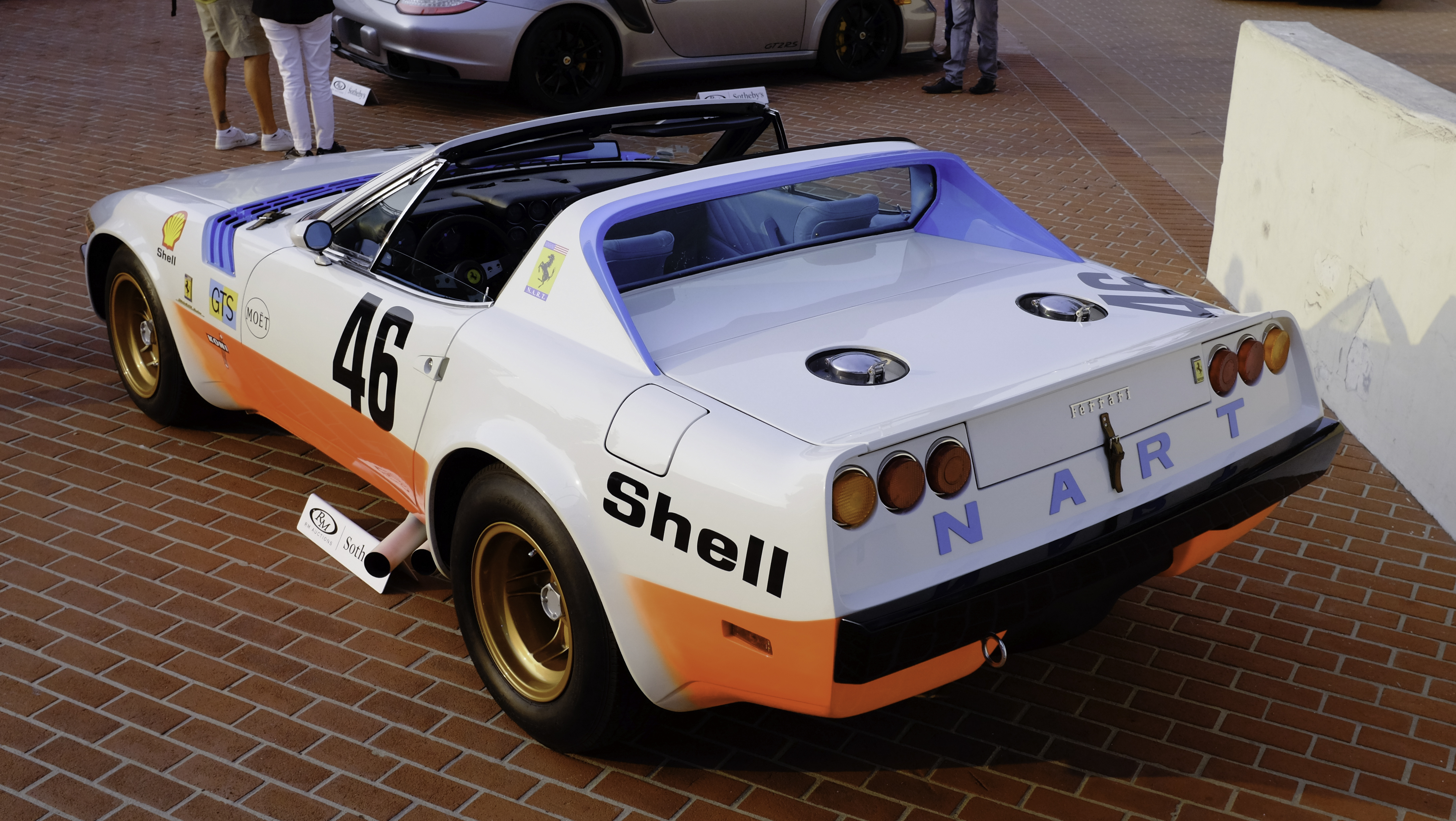
Ferrari 365 GTB/4 NART Spider Competizione din 1972, cu caroserie de Michelotti

- Ferrari 166 Inter Coupé și Cabriolet pentru Stabilimenti Farina; Coupé pentru Ghia; Coupé pentru Vignale

- Ferrari 166 MM Coupé și Spider pentru Vignale
- Ferrari 212 Inter Coupé, Spider și Cabriolet pentru Ghia; Coupé, Spider și Convertible pentru Vignale; Coupé pentru Ghia-Aigle
- Ferrari 212 Export Barchetta, Spider, Convertible și Coupé pentru Vignale
- Ferrari 225 S Coupé și Spider pentru Vignale
- Ferrari 250 S Coupé pentru Vignale
- Ferrari 250 MM Coupé și Spider pentru Vignale
- Ferrari 250 Europa Coupé și Spider pentru Vignale
- Ferrari 250 Europa GT Coupé pentru Vignale
- Ferrari 340 America Coupé și 2+2 Coupé pentru Ghia; Coupé și Spider pentru Vignale
- Ferrari 340 Mexico Coupé și Spider pentru Vignale
- Ferrari 340 MM Spider pentru Vignale (unul dintre ele ulterior actualizat la specificațiile 375 MM)
- Ferrari 342 America Convertible pentru Vignale
- Ferrari 625 TF Coupé și Spider pentru Vignale
- Ferrari 375 MM Coupé pentru Ghia
- Ferrari 375 America Coupé pentru Vignale
- Ferrari 330 GT Michelotti Coupé
- Ferrari 400i Meera S (1983)[6][7]
- Ferrari 365 GTB/4 Michelotti NART Spyder (re-carosat dintr-un Ferrari 365 GTB/4 existent la cererea lui Luigi Chinetti, 3 construite pentru utilizare pe drumuri publice)[8][9]
- Ferrari 365 GTB/4 Michelotti NART Spyder Competizione (re-carosat dintr-un Ferrari 365 GTB/4 existent la cererea lui Luigi Chinetti, unul construit pentru participarea NART la 24 Ore de Le Mans din 1975)
- Ferrari 275 P Speciale (re-carosat dintr-un 275 P existent la cererea lui Luigi "Coco" Chinetti Jr. și Robert Peak)[10]

## Maserati
- Maserati A6G / 54 2000 Allemano Coupé
- Maserati 3500 GT Spyder, pentru Vignale
- Maserati 5000 GT Coupé, pentru Carrozzeria Allemano și Carrozzeria Michelotti
- Maserati Sebring (1962, pentru Vignale)[11]

## Standard Triumph

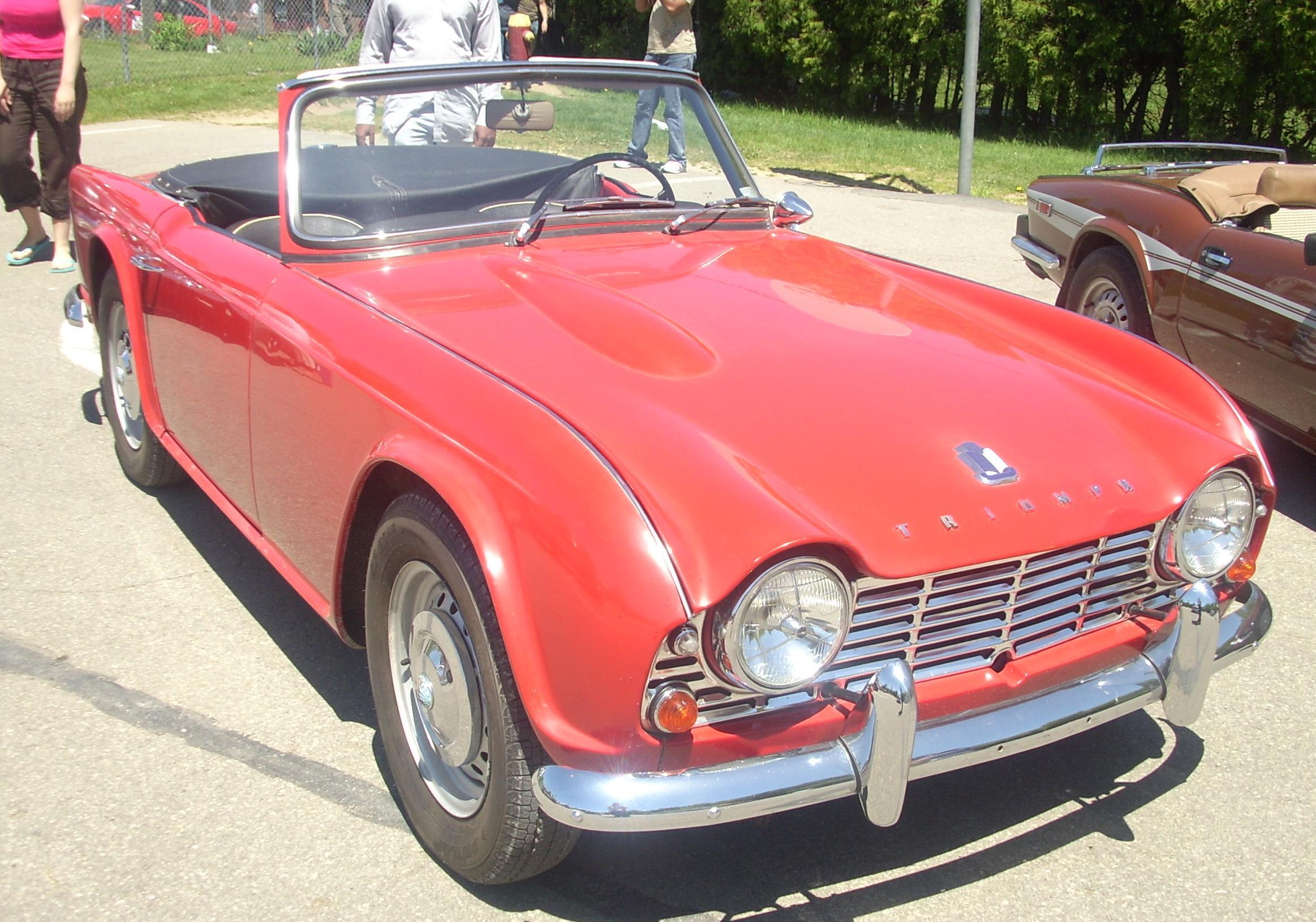
Triumph TR4

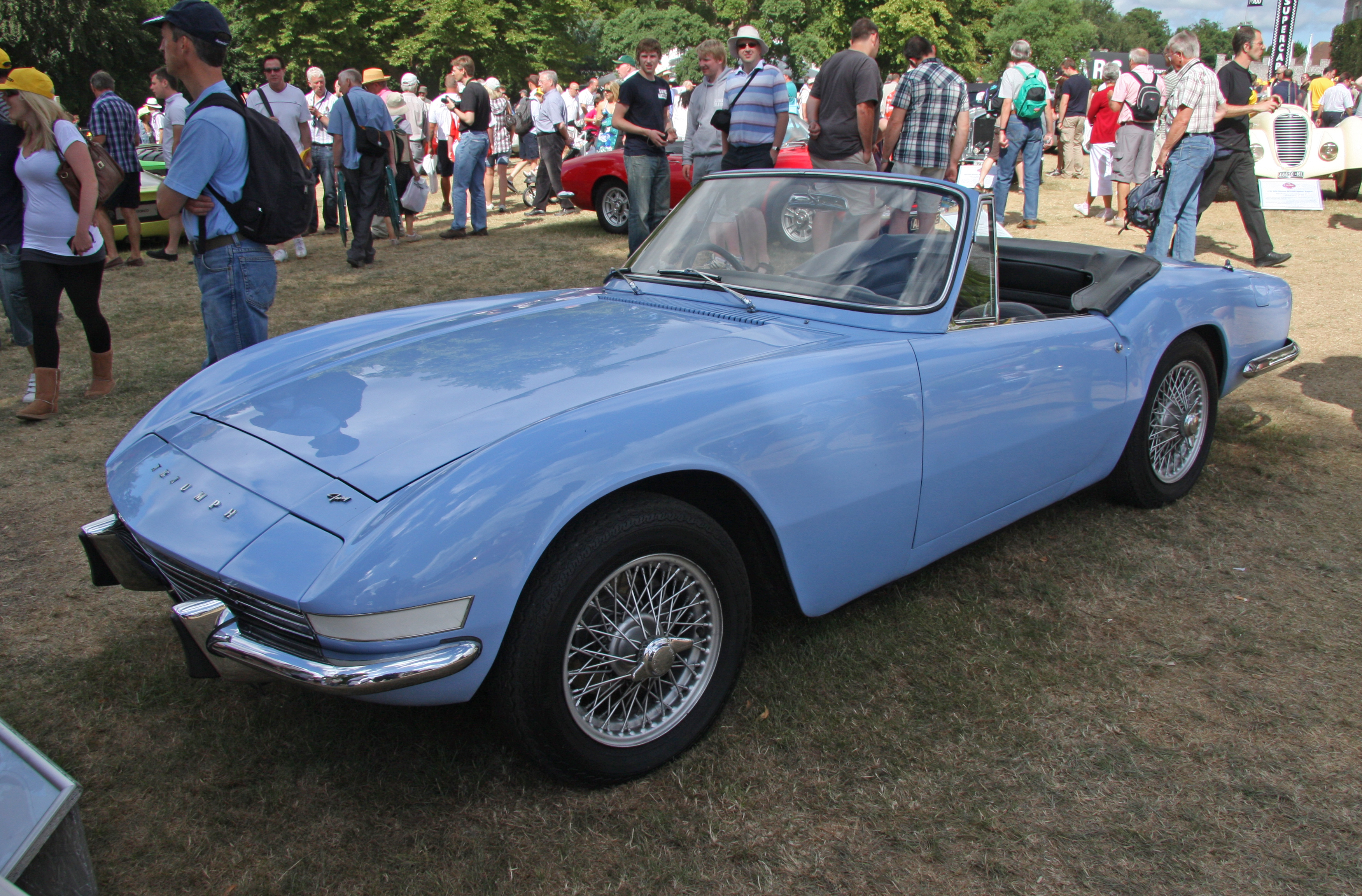
Triumph Fury

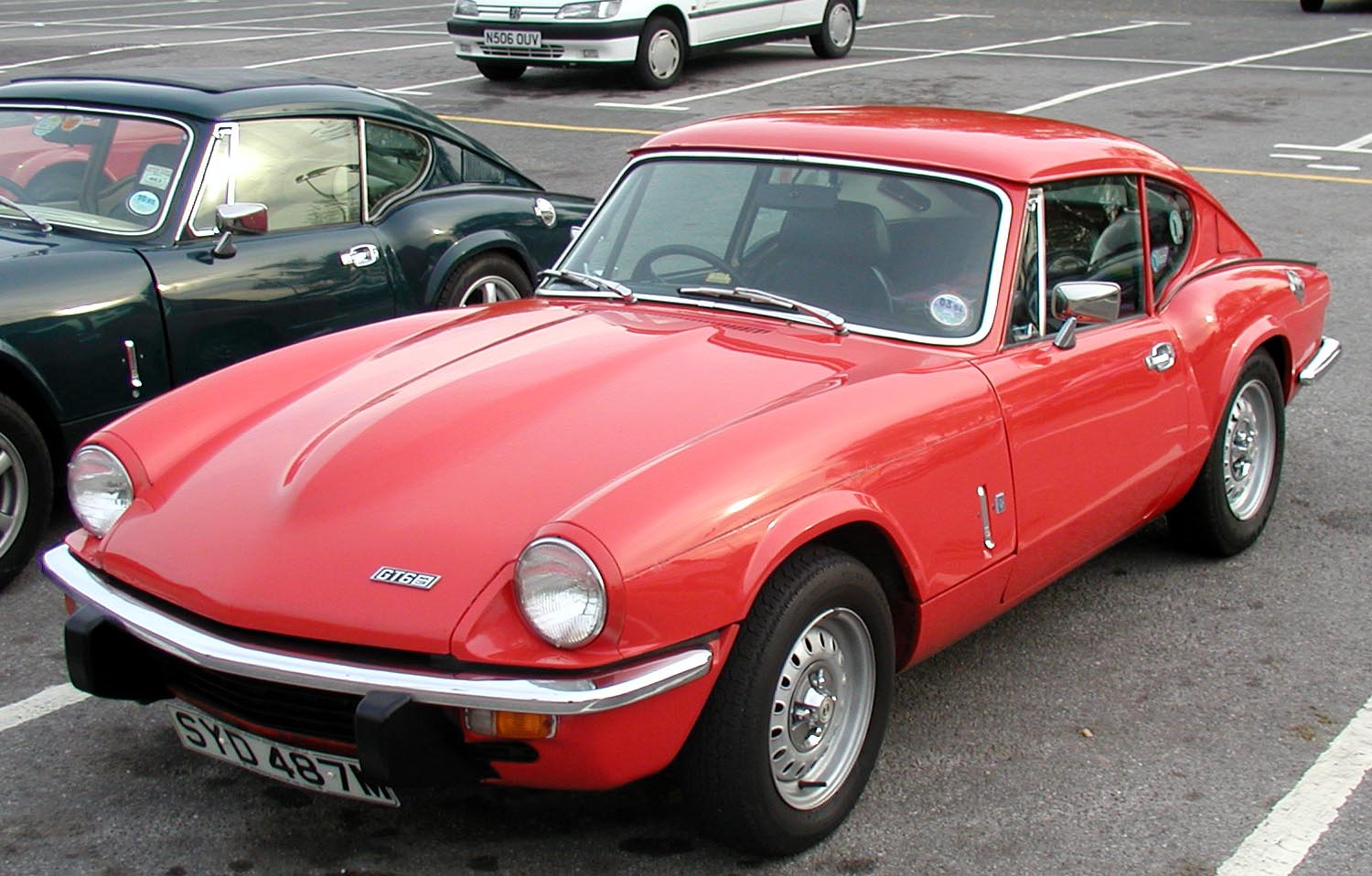
Triumph GT6

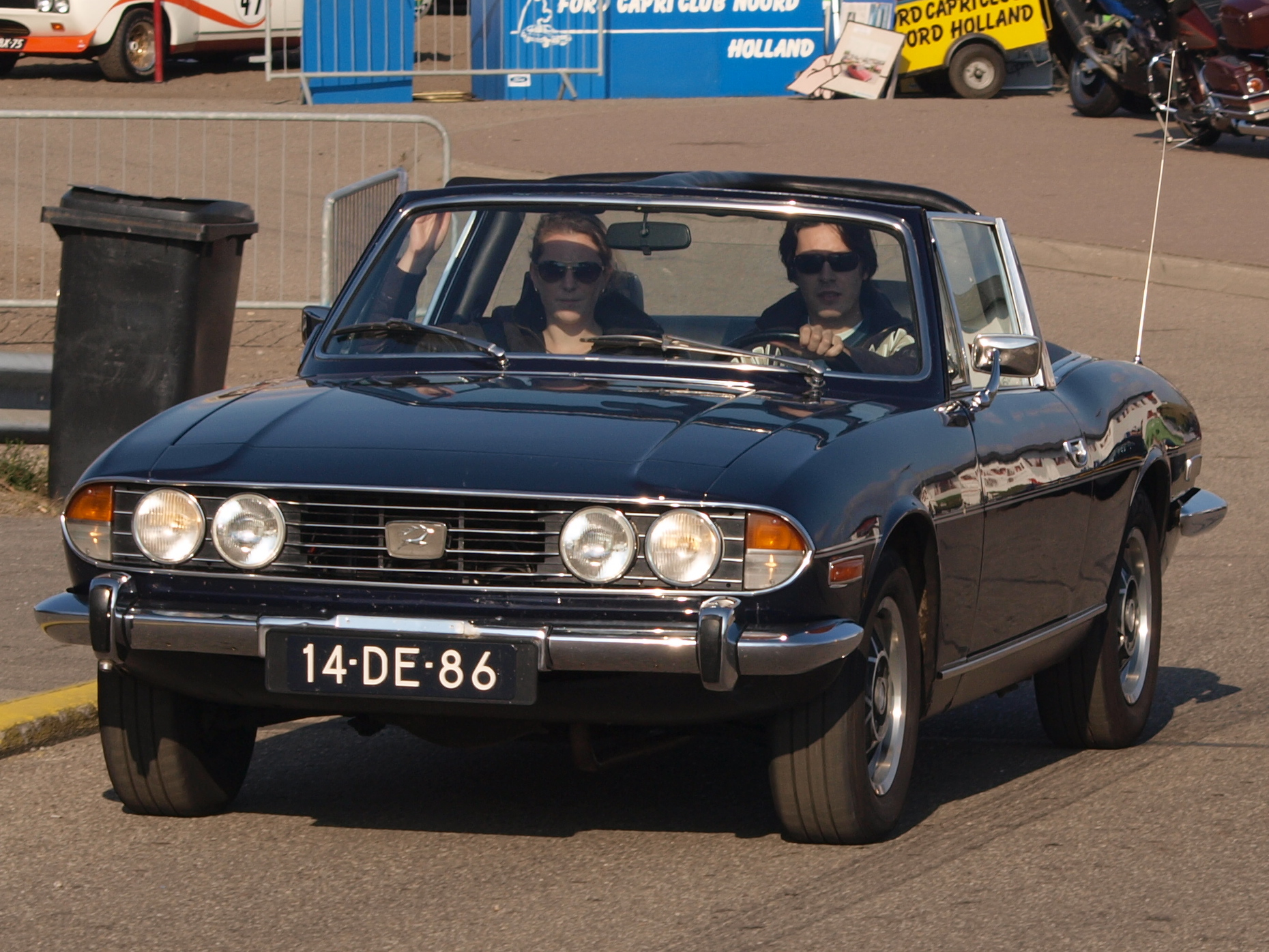
Triumph Stag (1970)

De la sfârșitul anilor 1950, Michelotti a fost responsabil de toate modelele noi produse de compania britanică Standard Triumph, începând cu o actualizare a modelului Standard Vanguard și continuând cu proiectarea modelelor pentru Triumph precum Herald, Spitfire, GT6, TR4, 2000, 1300, Stag și Dolomite. De asemenea, a creat o serie de prototipuri care nu au intrat în producție, cum ar fi Fury. Singurele modele Triumph care nu au fost desenate de el după 1960 au fost TR6 și TR7, precum și Acclaim (bazat pe un model Honda).

## British Leyland
După ce compania-mamă a Triumph, Leyland Motors, a devenit parte a British Leyland, Michelotti a realizat o renovare a modelului BMC 1100, care a devenit Austin Victoria fabricat în Spania și Austin Apache produs în Africa de Sud. De asemenea, a proiectat autobuzul Leyland National și Leyland P76 fabricat în Australia.

## Scammell

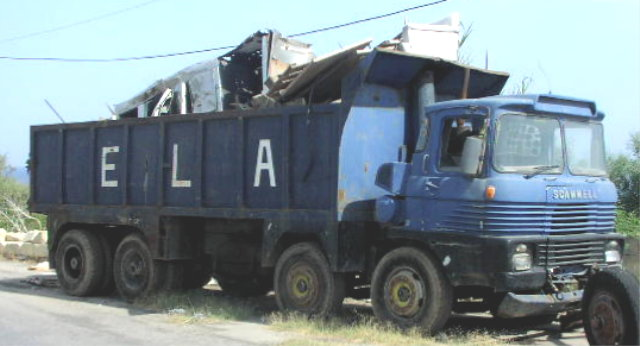
Volumetric Scammell Routeman 8x4, cu cabina din GRP proiectată de Michelotti

În anii 1960, Michelotti a proiectat o cabină din plastic armat cu fibră de sticlă (GRP) pentru unele camioane fabricate de Scammell, care devenise parte a Leyland Motors în 1955. Cabina a fost utilizată pentru modelele Routeman, Handyman și Trunker. Modelul Townsman avea, de asemenea, o cabină proiectată de Michelotti.

## BMW
Colaborarea lui BMW cu Giovanni Michelotti a început cu modelul BMW 700 (1959) și ulterior cu seria de succes BMW New Class, dintre care cel mai remarcabil este BMW 2002. Designurile sale pentru sedanurile sportive au definit ulterior limbajul de design al BMW, care a fost continuat și rafinat de Ercole Spada până în anii 1980.

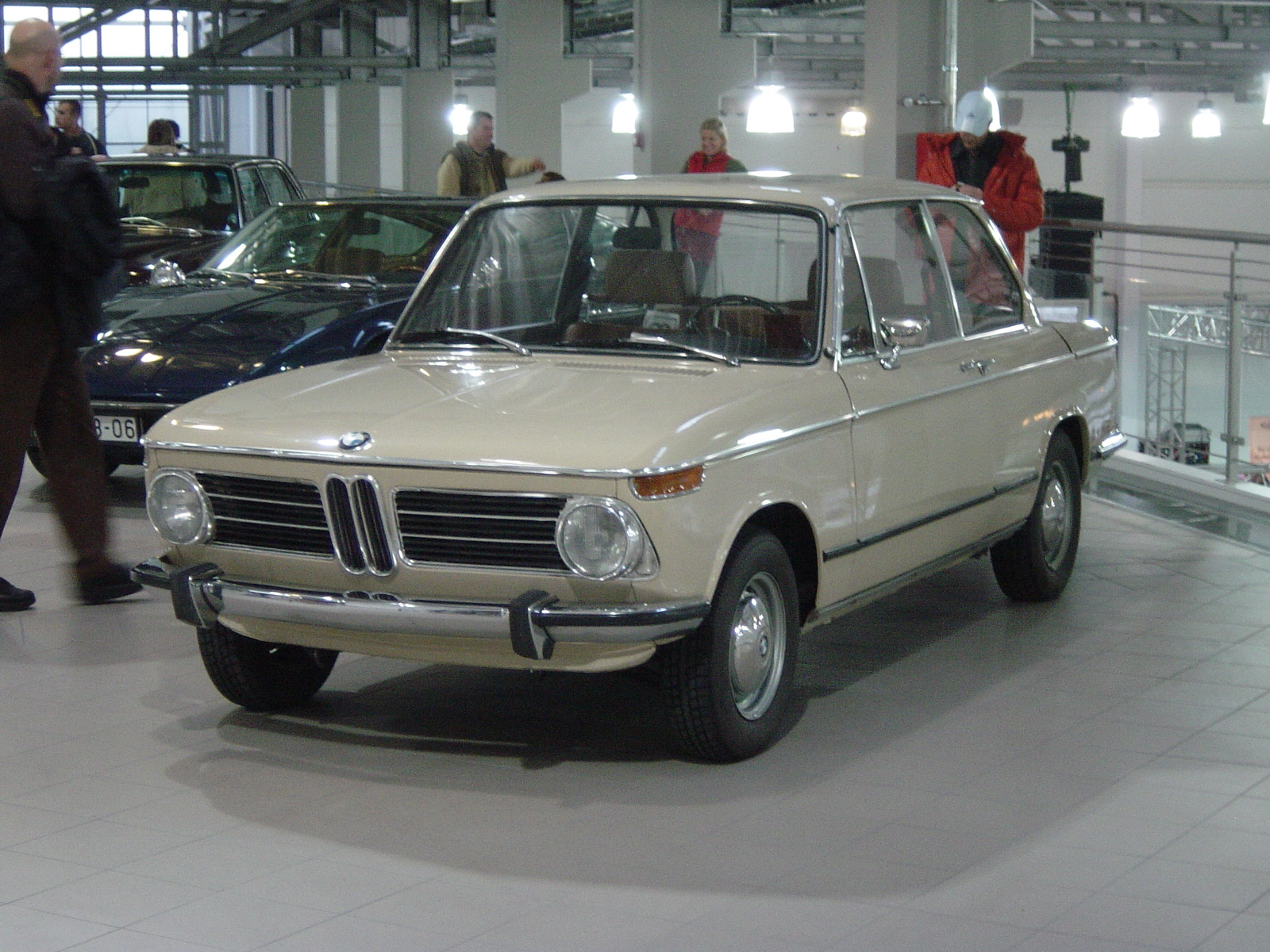
BMW seria 02 (1966)

## DAF/Volvo

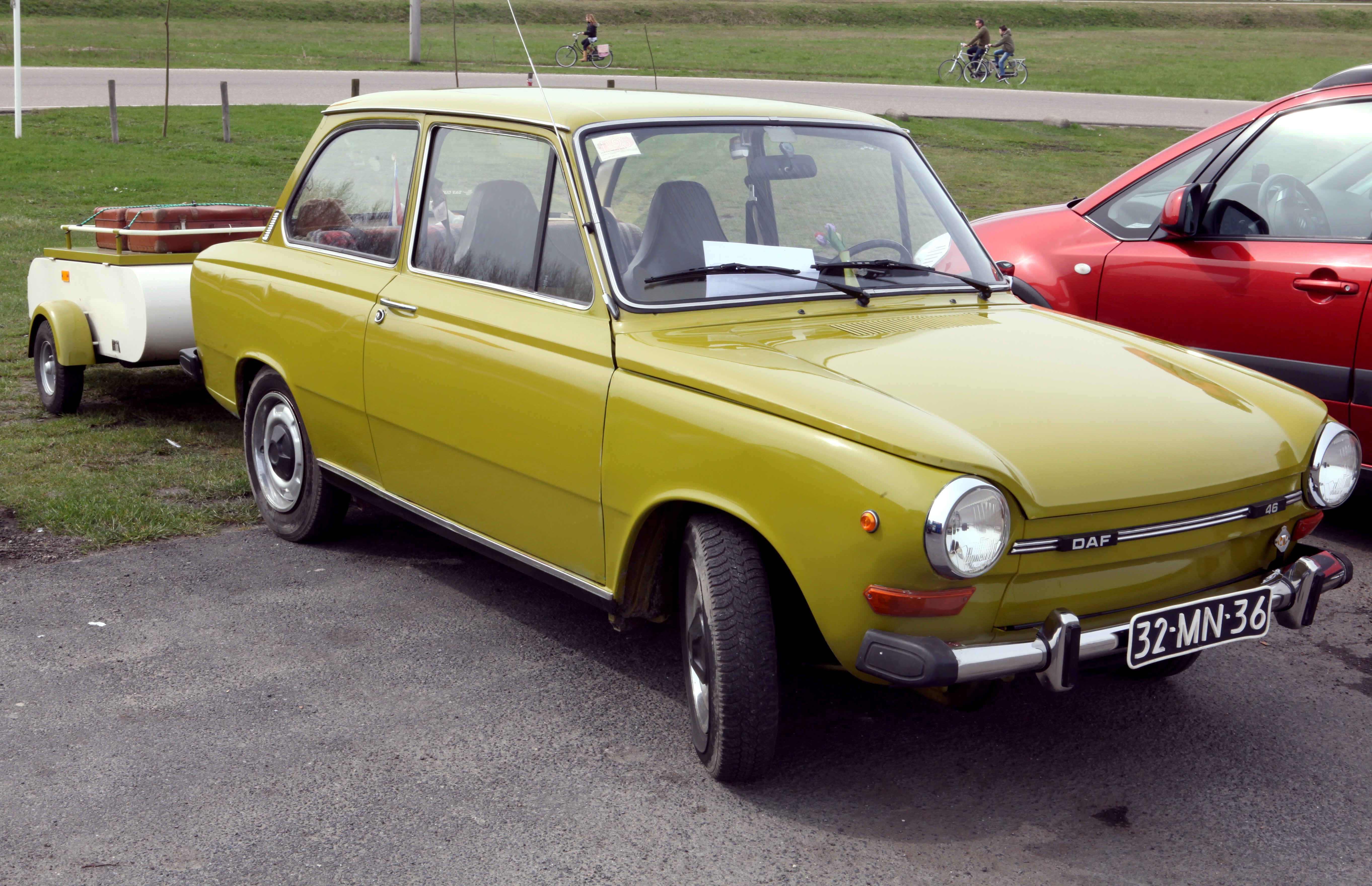
DAF 46, redesenare aproape fără modificări față de DAF 44

Michelotti a colaborat, de asemenea, cu firma olandeză DAF, începând din 1963 cu redesenarea vechiului model Daffodil 31, transformat în Daffodil 32. Mașina de plajă Shellette a fost inițial dezvoltată pentru a utiliza șasiurile DAF. DAF 44 (1966) a fost un design complet nou realizat de el și a contribuit și la dezvoltarea derivatelor sale, care au culminat cu Volvo 66 (1975). Pornind de la DAF 55, Michelotti a creat prototipul DAF Siluro.

## Alți producători
Între proiectele sale pentru alte companii, se numără următoarele (o listă incompletă):

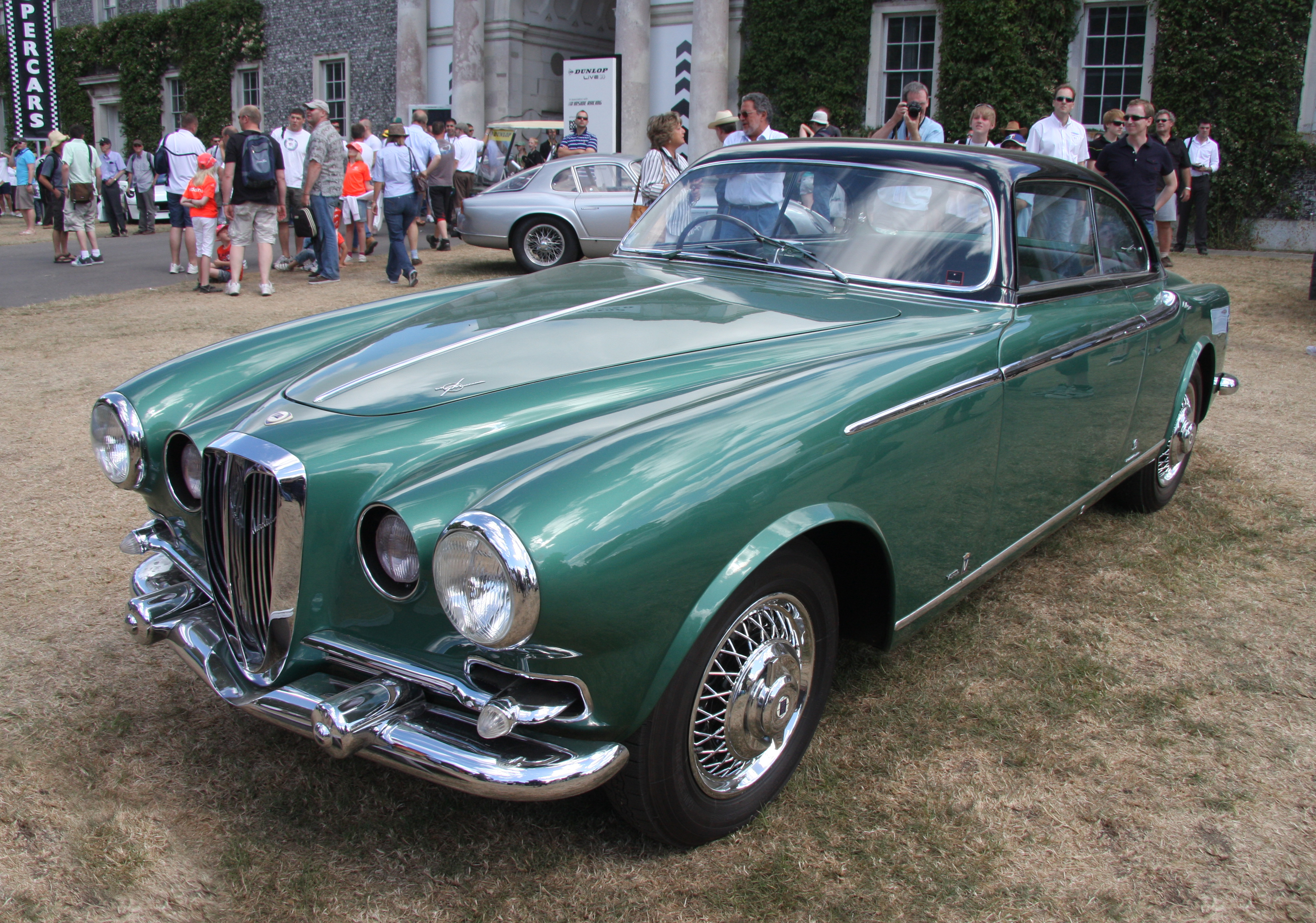
Lancia Aurelia B52

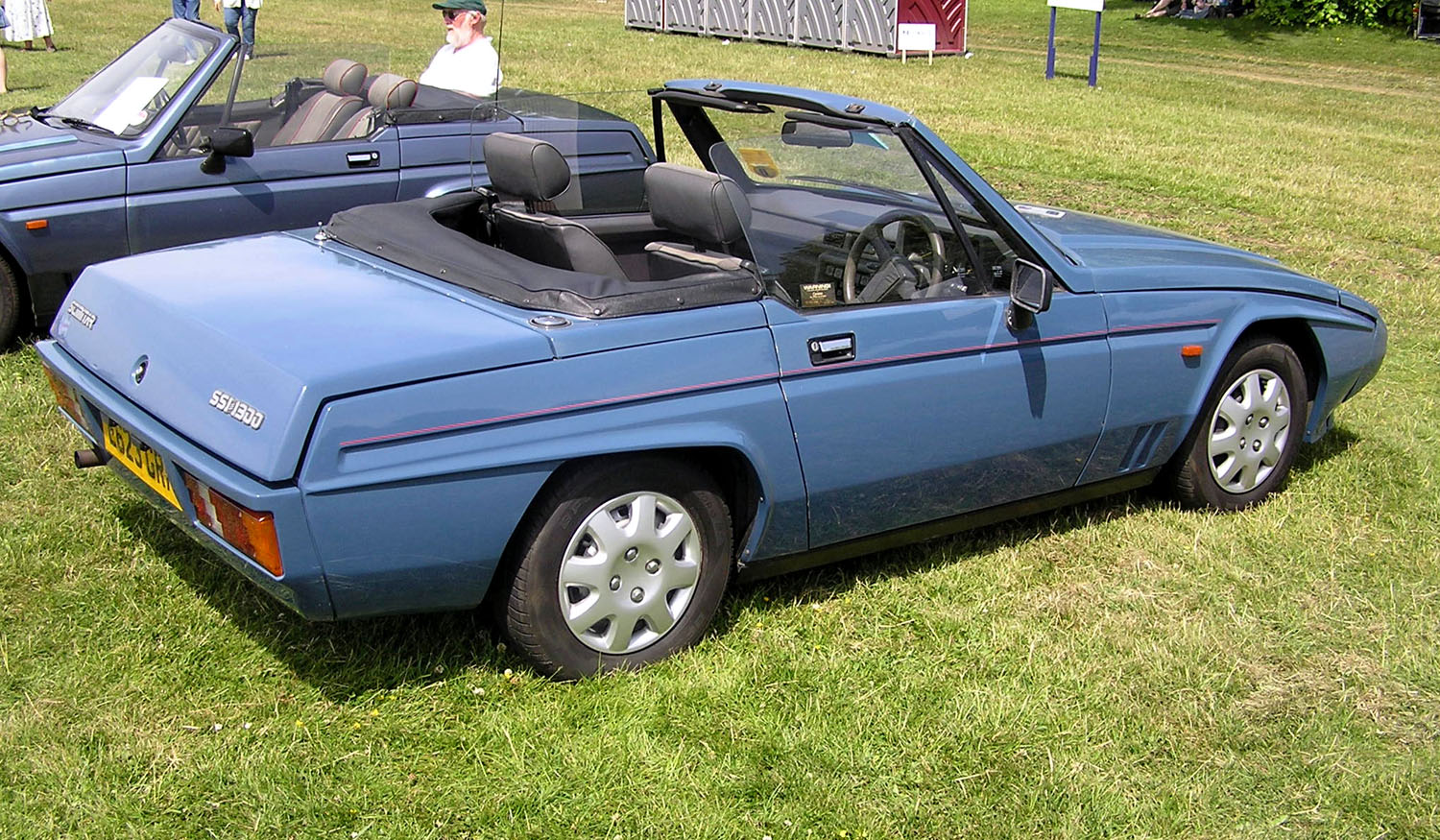
Scimitar SS1

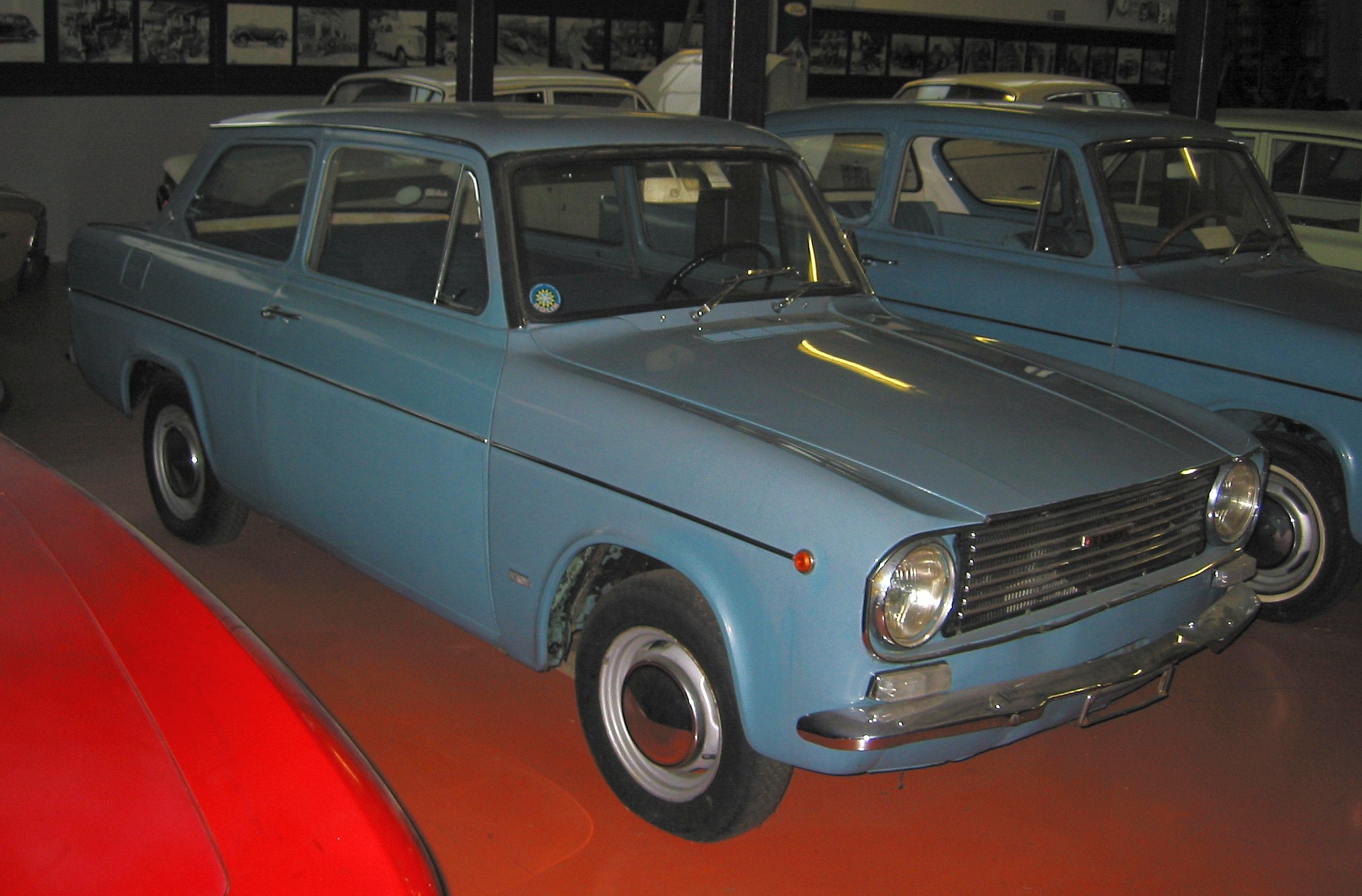
Ford Anglia Torino 105E

- Alfa Romeo Giulietta Sprint Veloce 'Goccia' (1961)
- Alfa Romeo 2600 Berlina De Luxe pentru OSI
- Alfa Romeo 2000 Cupé Vignale
- Bugatti Tipo 252
- Caroseria autocarului Duple Dominant II
- Matra 530 (redesign în 1970)
- Alpine A106 (1955)
- Alpine A108
- Alpine A110
- Lancia Aprilia Cupé (1949)
- Lancia Appia Convertibilă (1957)
- Lancia Flavia Convertibilă Vignale
- Lancia Aurelia B50 și B52 Cupé Vignale
- Lancia Aurelia B53 Cupé Allemano
- Lancia Aurelia Nardi Blue Ray 1 și 2, pentru Vignale
- Prototipul Lola Ultimo
- Hino Contessa Sprint 900 (1962)
- Hino Contessa 1300 (1965)
- Prince Skyline Sport (1960)
- Armstrong Siddeley (un automobil unic bazat pe șasiul Sapphire 234 pentru un client spaniol)
- Reliant Scimitar SS1 (1984), ultimul său design care a ajuns în producție, patru ani după moartea sa
- Fiat 8V Cupé, Convertibil și Demon Rouge pentru Vignale
- Siata 208S (Bertone)
- Ford Anglia Torino 105E